# Mittelschwänzige Bürstenhaarmaus
Die Mittelschwänzige Bürstenhaarmaus (Lophuromys medicaudatus) ist ein in Ostafrika verbreitetes Nagetier in der Gattung der Bürstenhaarmäuse. Die Art zählt zusammen mit zwei anderen Arten zur Untergattung Kivumys.

## Merkmale
Die Exemplare werden ohne Schwanz 92 bis 112 mm lang, die Schwanzlänge beträgt 73 bis 95 mm und das Gewicht liegt bei 29 bis 43 g. Es sind 18 bis 23 mm lange Hinterfüße und 15 bis 19 mm lange Ohren vorhanden. Das Fell hat eine intensive nicht gesprenkelte Färbung. Die recht borstigen Haare der Oberseite sind an den Wurzeln hell und im weiteren Verlauf olivbraun. Die Haare der Unterseite sind ähnlich gestaltet, was eine orangebraune Färbung mit olivbrauner Tönung ergibt. Auf den dunklen Ohren sind nur wenige Haare vorhanden. Die Schwanzlänge entspricht etwa 85 Prozent der Kopf-Rumpf-Länge, womit er mittellang ist. Er besitzt eine hellere Unterseite. Von den paarig angeordneten Zitzen der Weibchen liegen vier auf der Brust und zwei im Leistenbereich.

## Verbreitung und Lebensweise
Dieses Nagetier bewohnt das Umfeld des Kiwusees in der östlichen Demokratischen Republik Kongo, in Ruanda sowie im Süden von Uganda. Es lebt in Gebirgen und Hochebenen zwischen 1800 und 2500 Meter Höhe. Die Mittelschwänzige Bürstenhaarmaus hält sich in ursprünglichen feuchten Bergwäldern auf.
Die Nahrung besteht aus Pflanzensamen, Früchten, Gliederfüßern und Weichtieren. Die Exemplare halten sich meist auf dem Boden auf. Da in der Region Überschwemmungen häufig sind, müssten sie auch schwimmen und im Geäst klettern können. Trächtige Weibchen mit ein oder zwei Embryos konnten im Februar, April und Juli registriert werden.

## Gefährdung
Der Bestand wird durch Waldrodungen im Zusammenhang mit Forstwirtschaft und Anlage von Ackerflächen beeinträchtigt. Die Gesamtpopulation nimmt bei einem geschätzten Verbreitungsgebiet von 14.000 km² ab. Die IUCN listet die Mittelschwänzige Bürstenhaarmaus als gefährdet (vulnerable).